# Amethistrussula
De amethistrussula (Russula amethystina) is een paddenstoel uit de familie Russulaceae. 

## Kenmerken

### Uiterlijke kenmerken
Hoed
De drie tot zeven centimeter brede hoed varieert in kleur tussen violet, paars, wijnrood en wijnbruin. Het midden van de hoed is vaak donkerder van kleur. De hoedhuid is volledig afneembaar. Het is fluweelachtig bij droog weer, maar erg vettig bij nat weer.
Lamellen
De lamellen zijn aanvankelijk wit en kleuren pas oker naarmate ze ouder worden.
Steel
De knotsvormige steel is aanvankelijk wit en later geelachtig tot bruinachtig en meestal hol. Het vruchtvlees is wit en wordt later troebel geelachtig. 
Geur en smaak
Het smaakt mild en ruikt vaak sterk naar jodoform aan de basis van de steel.
Sporenprint
De sporenprint is donker geel (IVa volgens Romagnesi). 

### Microscopische kenmerken
De sporen zijn ellipsvormig, 8–10 × 6–8 micrometer breed. De wratten zijn 0,7 - 1 µm hoog, meestal scherp en stekelig en zijn vaak geïsoleerd en ver uit elkaar geplaatst. Individuele wratten kunnen echter ook via fijne lijntjes op een netwerkachtige manier met elkaar verbonden zijn.

## Ecologie
De amethistrussula is, zoals alle russula's, een mycorrhiza-schimmel. Hij leeft in symbiose met verschillende coniferen (sparren, grove den en zilverspar), maar bij voorkeur met sparren. Het wordt voornamelijk aangetroffen op zandgronden in zure naaldbossen, maar komt ook voor in beukenbossen onder verspreide naaldbomen en op neutrale of zwak basische kalksteengronden.
De schimmel komt voor van vlakke tot hoge berghoogten, waarbij hij meestal wordt aangetroffen bij de grove den op een hoogte van ongeveer 100 meter en bij sparren- of gemengde sparrenbossen op een hoogte van meer dan 1000 meter. De vruchtlichamen worden gevormd tussen juli en november, met het hoogtepunt in augustus en september.

## Verspreiding

Europees verspreidingsgebied

De schimmel komt in grote delen van Europa voor. Het verspreidingsgebied strekt zich uit tot Marokko en Algerije in Noord-Afrika. De amethistrussula komt ook voor op de Canarische Eilanden.
In Nederland komt de amethistrussula uiterst zeldzaam voor. Hij staat op de rode lijst in de categorie 'verdwenen'.